# AA.VV.
AA.VV. (solo plurale, che significa Autori Vari) è un'abbreviazione, o sigla, usata in Italia per citare nelle bibliografie o nelle note a un testo una pubblicazione di più di tre autori. Viene utilizzata anche nel caso di compilation, per indicare un album contenente brani realizzati da autori diversi (solitamente un brano a testa), corrispondente all'inglese VV.AA. (Various Authors o Artists).
L'uso di AA.VV. viene ormai deprecato, in quanto privo di utilità nell'ordinamento per autore delle bibliografie, dove provoca infatti inutili elenchi di titoli attribuiti a un inesistente autore "AA.VV.".

## Storia
L'uso di "AA.VV." si era diffuso in Italia dalla fine degli anni settanta del Novecento, come contrazione di "Autori vari", probabilmente per influsso del libro di Umberto Eco, Come si fa una tesi di laurea, pubblicato nel 1977.
L'abbreviazione era usata, in passato, anche in alcuni cataloghi delle biblioteche, anche dopo la pubblicazione delle Regole Italiane di Catalogazione per Autore (RICA) che ne escludono l'uso. Di conseguenza, la ricerca in alcuni cataloghi online di biblioteche produce lunghe liste di «titoli dell'autore AA.VV.».
L'uso dell'abbreviazione persiste ancora in ambito editoriale, come si può osservare interrogando anche cataloghi di vendita online di libri e pubblicazioni.

## Divieto vigente
Per quanto riguarda i cataloghi delle biblioteche le Regole Italiane di Catalogazione per Autore (RICA), predisposte tra il 1968 e il 1976 e pubblicate nel 1979, ne escludono l'uso. Il divieto è stato confermato dalle Regole Italiane di Catalogazione (REICAT), pubblicate nel 2009, che hanno sostituito le RICA.  
Lo standard ISO 690/1987 (versione italiana UNI ISO 690:2007) stabilisce che, in caso di opere collettive, per le quali non sia possibile identificare un autore principale, è necessario intestare l'opera al titolo, escludendo quindi l'uso di sigle come AA.VV.